# Trichosanthes odontosperma
Trichosanthes odontosperma är en gurkväxtart som beskrevs av W.E.Cooper och A.J.Ford. Trichosanthes odontosperma ingår i släktet Trichosanthes och familjen gurkväxter. Inga underarter finns listade i Catalogue of Life.